# Flattoppad klubbsvamp
Flattoppad klubbsvamp (Clavariadelphus truncatus) är en svampart som först beskrevs av Lucien Quélet, och fick sitt nu gällande namn av Donk 1933. Enligt Catalogue of Life ingår Flattoppad klubbsvamp i släktet Clavariadelphus, och familjen Clavariadelphaceae, men enligt Dyntaxa är tillhörigheten istället släktet Clavariadelphus, och familjen Gomphaceae. Arten är reproducerande i Sverige. Inga underarter finns listade i Catalogue of Life.

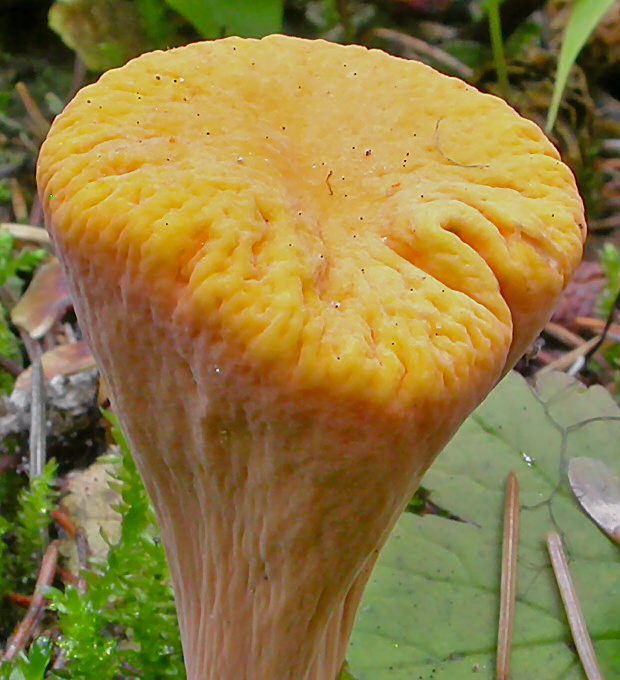
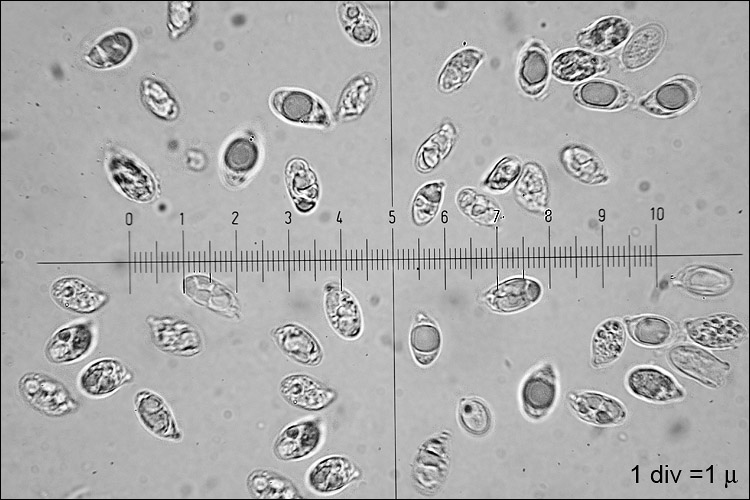
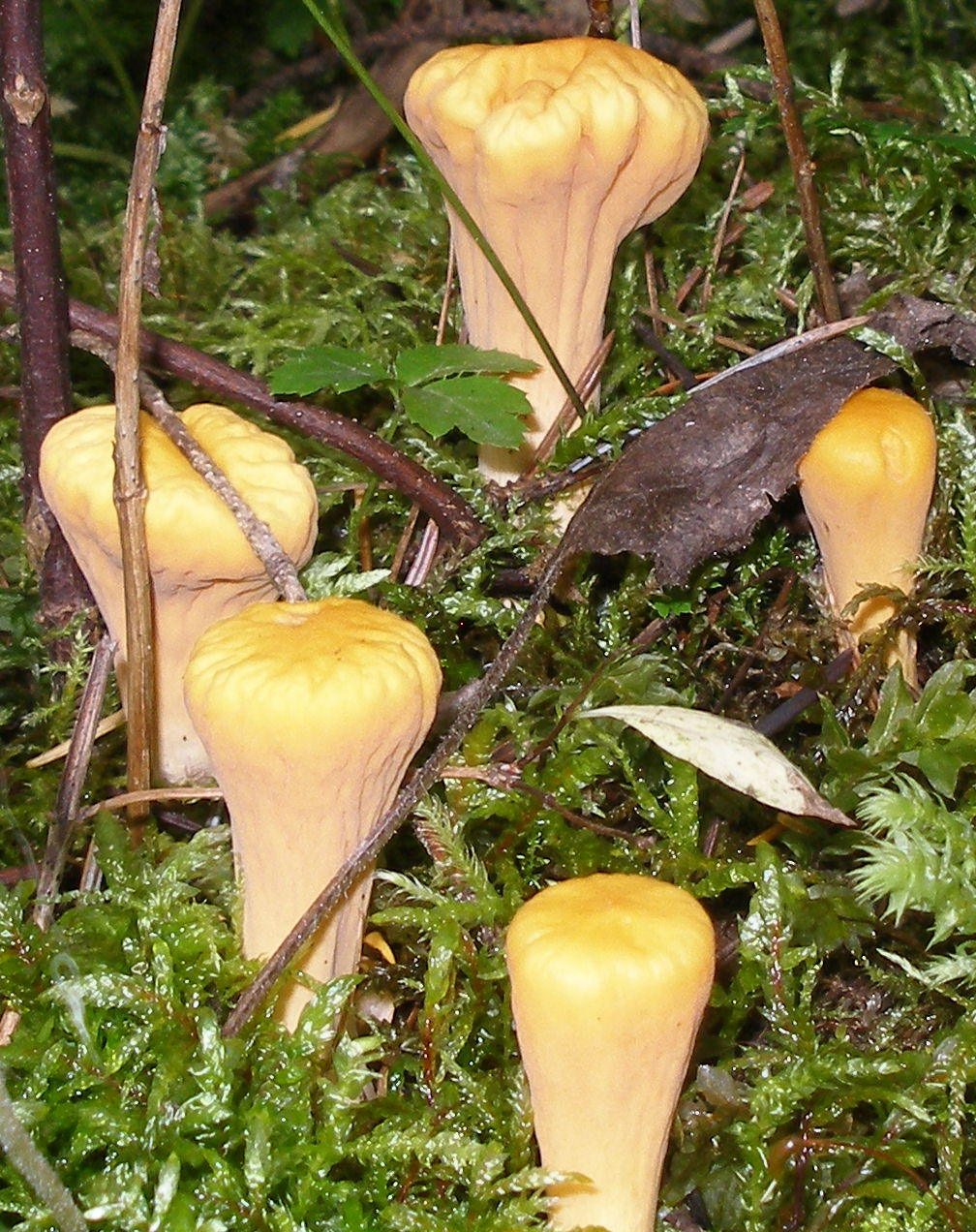
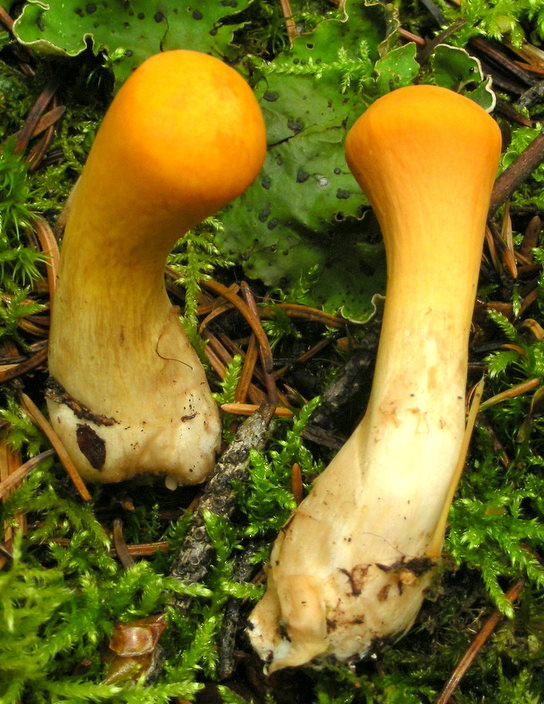
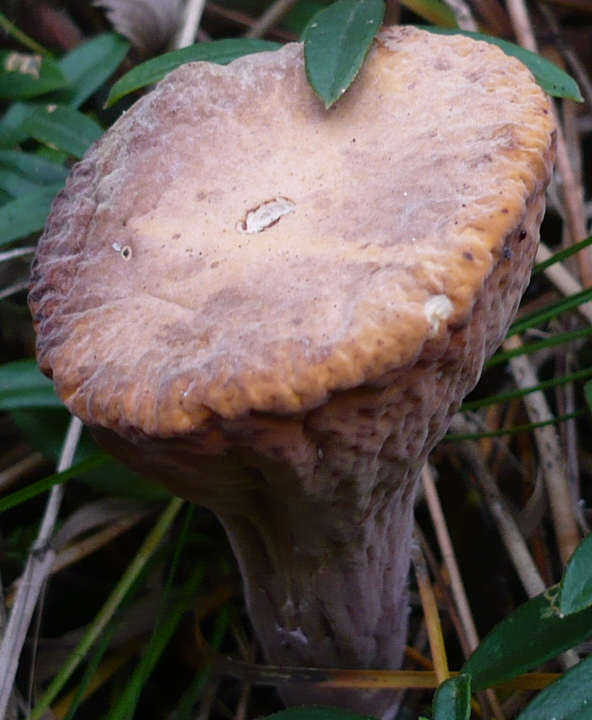
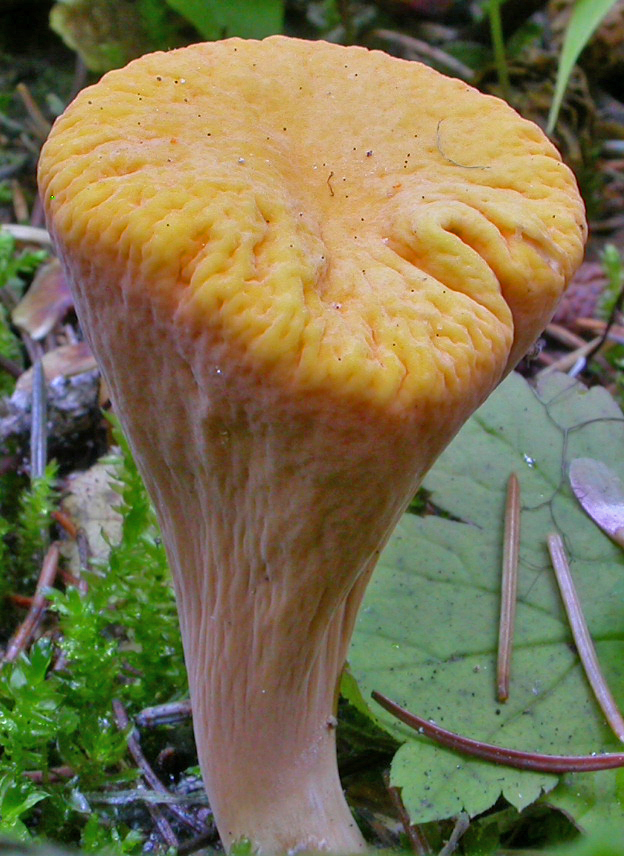